# Municipio de Glidden
El municipio de Glidden (en inglés: Glidden Township) es un municipio ubicado en el condado de Carroll en el estado estadounidense de Iowa. En el año 2010 tenía una población de 1470 habitantes y una densidad poblacional de 15,66 personas por km².

## Geografía
El municipio de Glidden se encuentra ubicado en las coordenadas 42°4′51″N 94°41′6″O / 42.08083, -94.68500. Según la Oficina del Censo de los Estados Unidos, el municipio tiene una superficie total de 93.86 km², de la cual 93,79 km² corresponden a tierra firme y (0,08 %) 0,08 km² es agua.

## Demografía
Según el censo de 2010, había 1470 personas residiendo en el municipio de Glidden. La densidad de población era de 15,66 hab./km². De los 1470 habitantes, el municipio de Glidden estaba compuesto por el 98,91 % blancos, el 0,07 % eran afroamericanos, el 0,48 % eran amerindios, el 0,07 % eran asiáticos, el 0,2 % eran de otras razas y el 0,27 % eran de una mezcla de razas. Del total de la población el 0,68 % eran hispanos o latinos de cualquier raza.